# Äthiopische Schrift

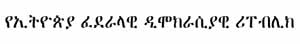
„Demokratische Bundesrepublik Äthiopien“ in äthiopischer Schrift, in lateinischer Umschrift yä-ityop̣p̣əya federalawi dimokrasiyawi ripäblik

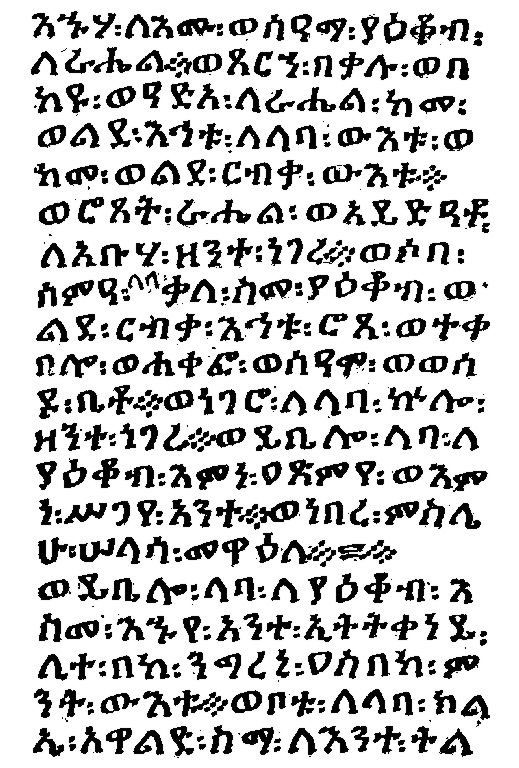
in Ge'ez

Die Geez Schrift (altäthiopisch ግዕዝ Gəʿəz, vereinfacht: Ge'ez) ist eine Abugida, die sich aus der altsüdarabischen Schrift entwickelte und auch noch deren Alphabetordnung hat. Sie wird im Gegensatz zu den anderen semitischen Schriften von links nach rechts geschrieben. Auf Tigrayit, Tigrinya und Amharisch die mit dieser Schrift geschrieben werden, wird sie ፊደል Fidäl genannt.

## Allgemeines
Die ursprünglich reine Konsonantenschrift wurde durch Veränderungen der Grundgestalt des Konsonanten so verändert, dass eine bestimmte Veränderung jeweils einem bestimmten Vokal entspricht, wobei der dem Konsonanten folgende Vokal meist durch ein „Anhängsel“ an die Grundgestalt dargestellt wurde, beispielsweise wird der Vokal „i“ meist durch ein Häkchen rechts unten am Konsonanten dargestellt, „e“ durch einen Kringel an der gleichen Stelle und „u“ durch ein Häkchen rechts auf mittlerer Höhe. Daher zählen Linguisten die äthiopische Schrift wie die indischen Schriften zu den Abugidas. Es ist aber nicht bekannt, ob und welche Anregungen aus Indien bei der Gestaltung der äthiopischen Schrift übernommen wurden. Eine umgekehrte Beeinflussung ist auszuschließen, da die indischen Schriften deutlich älter sind als die äthiopische Schrift.
Es bestehen äußerliche Ähnlichkeiten mit der armenischen Schrift bezüglich der Zeichenformen. Dabei ähneln sich jedoch keineswegs Buchstaben für den gleichen oder einen ähnlichen Laut, sondern Buchstaben, die jeweils ganz verschiedene Laute repräsentieren. Es wird teilweise spekuliert, dass es einen kulturellen Austausch zwischen Armeniern und Aksumitern im 4. Jahrhundert in Jerusalem gegeben habe. Davon könnte nach einer These, die jedoch keine weitere Verbreitung gefunden hat, die Entwicklung der Schrift profitiert haben.
Die äthiopische Schrift wurde erst in moderner Zeit systematisiert. Ursprünglich für das Altäthiopische geschaffen, wurden für die Darstellung moderner Sprachen wie Amharisch, Tigrinya und anderer Sprachen etliche Modifikationen an der Form der Schriftzeichen vorgenommen. Überdies sind einige der Abwandlungen der Grundzeichen heute ungebräuchlich und nur noch von etymologischer Bedeutung.

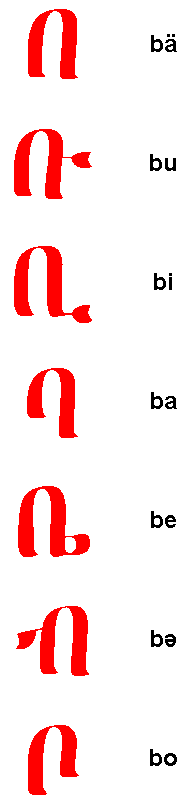
Beispiele für Silbenzeichen der äthiopischen Schrift (Amharisch)

Die äthiopische Schrift wird heute außer für das Amharische und Tigrinya noch für Harari, Argobba und einige Gurage-Sprachen in Äthiopien sowie für Tigre und Bilen in Eritrea verwendet. Das Oromo wird seit 1991 nicht mehr in äthiopischer, sondern in lateinischer Schrift geschrieben.

## Zeicheninventar
Der Lautwert der Vokale ist im Altäthiopischen und im Amharischen leicht verschieden. Das Altäthiopische unterscheidet Lang- und Kurzvokale, wobei die Unterscheidung zwischen lang und kurz nur bei a vorkommt, dazu kommt das ə (Schwa) als Ultrakurzvokal oder Murmelvokal, alle anderen Vokale waren wohl ursprünglich lang, haben aber im Laufe der Zeit ihre Länge verloren. Das Amharische unterscheidet nicht zwischen Lang- und Kurzvokalen, sondern nur zwischen verschiedenen Vokalqualitäten.
Nicht ausgedrückt werden in der Schrift
- der Unterschied zwischen Vokallosigkeit und Schwa (6. Vokalreihe)
- die Konsonantenlängung (Gemination); nur in manchen Wörterbüchern wird sie durch zwei übergesetzte Punkte gekennzeichnet (z. B. አለ alä ‚er sagte‘ vs. አለ፟ allä ‚er ist/es gibt‘).[2]

### Zeichentabelle
Die untenstehende Tabelle ist folgendermaßen zu lesen: Der Konsonant links in der Reihe ist mit dem Vokal oben in der Spalte zu kombinieren, ሀ repräsentiert also die Silbe hə oder hä, ሁ die Silbe hu, ሂ die Silbe hi und so weiter, siehe auch die Abbildung mit den roten Buchstaben rechts.
| Amharisch     | Amharisch     | ä (oder ə)      | u | i | a        | e |   | o | wa          | yä oder yə |
| Altäthiopisch | Altäthiopisch | kurzes helles a | ū | ī | langes ā | ē |   | ō | fehlt meist | fehlt      |
| ------------- | ------------- | --------------- | - | - | -------- | - | - | - | ----------- | ---------- |
| Hoy           | h             | ሀ               | ሁ | ሂ | ሃ        | ሄ | ህ | ሆ |             |            |
| Läwe          | l             | ለ               | ሉ | ሊ | ላ        | ሌ | ል | ሎ | ሏ           |            |
| Ḥäwt          | ḥ             | ሐ               | ሑ | ሒ | ሓ        | ሔ | ሕ | ሖ | ሗ           |            |
| May           | m             | መ               | ሙ | ሚ | ማ        | ሜ | ም | ሞ | ሟ           | ፙ          |
| Śäwt          | ś             | ሠ               | ሡ | ሢ | ሣ        | ሤ | ሥ | ሦ | ሧ           |            |
| Rəʾs          | r             | ረ               | ሩ | ሪ | ራ        | ሬ | ር | ሮ | ሯ           | ፘ          |
| Sat           | s             | ሰ               | ሱ | ሲ | ሳ        | ሴ | ስ | ሶ | ሷ           |            |
| Ḳaf           | ḳ             | ቀ               | ቁ | ቂ | ቃ        | ቄ | ቅ | ቆ | ቋ           |            |
| Bet           | b             | በ               | ቡ | ቢ | ባ        | ቤ | ብ | ቦ | ቧ           |            |
| Täwe          | t             | ተ               | ቱ | ቲ | ታ        | ቴ | ት | ቶ | ቷ           |            |
| Ḫarm          | ḫ             | ኀ               | ኁ | ኂ | ኃ        | ኄ | ኅ | ኆ | ኋ           |            |
| Nähas         | n             | ነ               | ኑ | ኒ | ና        | ኔ | ን | ኖ | ኗ           |            |
| ʼÄlf          | ʾ             | አ               | ኡ | ኢ | ኣ        | ኤ | እ | ኦ | ኧ           |            |
| Kaf           | k             | ከ               | ኩ | ኪ | ካ        | ኬ | ክ | ኮ | ኳ           |            |
| Wäwe          | w             | ወ               | ዉ | ዊ | ዋ        | ዌ | ው | ዎ |             |            |
| ʽÄyn          | ʽ             | ዐ               | ዑ | ዒ | ዓ        | ዔ | ዕ | ዖ |             |            |
| Zäy           | z             | ዘ               | ዙ | ዚ | ዛ        | ዜ | ዝ | ዞ | ዟ           |            |
| Yämän         | y             | የ               | ዩ | ዪ | ያ        | ዬ | ይ | ዮ |             |            |
| Dänt          | d             | ደ               | ዱ | ዲ | ዳ        | ዴ | ድ | ዶ | ዷ           |            |
| Gäml          | g             | ገ               | ጉ | ጊ | ጋ        | ጌ | ግ | ጎ | ጓ           |            |
| Ṭäyt          | ṭ             | ጠ               | ጡ | ጢ | ጣ        | ጤ | ጥ | ጦ | ጧ           |            |
| P̣äyt          | p̣             | ጰ               | ጱ | ጲ | ጳ        | ጴ | ጵ | ጶ | ጷ           |            |
| Ṣädäy         | ṣ             | ጸ               | ጹ | ጺ | ጻ        | ጼ | ጽ | ጾ | ጿ           |            |
| Ṣ́äppä         | ṣ́             | ፀ               | ፁ | ፂ | ፃ        | ፄ | ፅ | ፆ |             |            |
| Äf            | f             | ፈ               | ፉ | ፊ | ፋ        | ፌ | ፍ | ፎ | ፏ           | ፚ          |
| Psa           | p             | ፐ               | ፑ | ፒ | ፓ        | ፔ | ፕ | ፖ | ፗ           |            |

### Satzzeichen
Die äthiopischen Satzzeichen und ihre ungefähren Entsprechungen:
| ፡   | Leerzeichen; heutzutage eher unüblich, teilweise als Komma verwendet |
| ፣/፥ | Komma (፥ tendenziell eher in religiösen Texten)                      |
| ፤   | Semikolon                                                            |
| ፦   | Doppelpunkt                                                          |
| ፧   | Fragezeichen; heutzutage eher ?                                      |
| ።   | Punkt                                                                |
| ፠/፨ | Absatzzeichen                                                        |

## Kodierung in Computersystemen
Der Unicodeblock Äthiopisch belegt die Codepoints U+1200 bis U+137F.